# Ferrari 125 F1
Ferrari 125 F1 — первый гоночный автомобиль с открытыми колёсами команды Scuderia Ferrari, выступавший в Чемпионате мира Формулы-1.

## История
Машина разрабатывалась под руководством итальянского конструктора Джоакино Коломбо, который прежде работал в Alfa Romeo. Ferrari 125 F1 получила 12-цилиндровый V-образный двигатель объёмом 1496 куб. см., который прежде использовался на спортивной Ferrari 125S. Первоначально он оснащался одноступенчатым компрессором и выдавал порядка 225 л. с. Но накануне сезона 1949 года двигатель доработали, установив двухступенчатый компрессор, мощность выросла до 280 л. с. Машина получила независимую подвеску всех колес: спереди — двойные рычаги с поперечной листовой рессорой, сзади — двойные рычаги с торсионом.
В 1950 году было принято решение о проведении чемпионата мира в классе Формула-1. Для дебюта в первом чемпионате Ferrari доработала 125 F1. Серьёзным изменениям подверглись подвеска и двигатель. В частности, сзади машина получила подвеску типа «де Дион». С таким вариантом 125 F1 Скудерия дебютировала в чемпионате на Гран-При Монако, где Альберто Аскари финишировал вторым, позади Хуана-Мануэля Фанхио из Alfa Romeo.

## Результаты выступлений в Формуле-1
| Легенда к таблице |                                                                    |
| --- | ------------------------------------------------------------------ |
| В таблице перечислены результаты всех Гран-при Формулы-1, в которых использовался автомобиль. Строками таблицы являются сезоны, столбцами — этапы чемпионата мира. В каждой клетке указаны сокращённое название этапа и результат, дополнительно обозначенный цветом. Расшифровка обозначений и цветов представлена в нижеследующей таблице. |                                                                    |
| \| Пример \| Описание \| \| ------------ \| ------------------------------------------------------------------ \| \| 1 \| Победитель \| \| 2 \| Второе место \| \| 3 \| Третье место \| \| 5 \| Финишировал, заработав очки \| \| Сход \| Не финишировал, но при этом заработал очки \| \| 12 \| Финишировал, не получив очков \| \| НКЛ \| Финишировал, но не попал в финальную классификацию \| \| 15 \| Участвовал вне зачёта, либо по отдельной классификации \| \| 18 \| Не финишировал, но попал в финальную классификацию \| \| Сход \| Не финишировал \| \| НКВ \| Не прошёл квалификацию \| \| НПКВ \| Не прошёл предквалификацию \| \| ДСК \| Дисквалифицирован \| \| ИСК \| Исключён из протокола соревнований \| \| ТТ \| Заявлен для участия только в тренировках \| \| НС \| Участвовал в квалификации, но не стартовал в гонке \| \| Т \| Травмирован или болен \| \| ОТК \| Отказ от участия \| \| НТР \| Прибыл на соревнования, но на трассу не выезжал \| \| НПР \| Был заявлен в числе участников, но не прибыл к началу соревнований \| \| О \| Соревнования отменены \| \| \| Не участвовал \| \| Поул-позиция \| \| \| Быстрый круг \| \| |                                                                    |
| Пример | Описание                                                           |
| 1 | Победитель                                                         |
| 2 | Второе место                                                       |
| 3 | Третье место                                                       |
| 5 | Финишировал, заработав очки                                        |
| Сход | Не финишировал, но при этом заработал очки                         |
| 12 | Финишировал, не получив очков                                      |
| НКЛ | Финишировал, но не попал в финальную классификацию                 |
| 15 | Участвовал вне зачёта, либо по отдельной классификации             |
| 18 | Не финишировал, но попал в финальную классификацию                 |
| Сход | Не финишировал                                                     |
| НКВ | Не прошёл квалификацию                                             |
| НПКВ | Не прошёл предквалификацию                                         |
| ДСК | Дисквалифицирован                                                  |
| ИСК | Исключён из протокола соревнований                                 |
| ТТ | Заявлен для участия только в тренировках                           |
| НС | Участвовал в квалификации, но не стартовал в гонке                 |
| Т | Травмирован или болен                                              |
| ОТК | Отказ от участия                                                   |
| НТР | Прибыл на соревнования, но на трассу не выезжал                    |
| НПР | Был заявлен в числе участников, но не прибыл к началу соревнований |
| О | Соревнования отменены                                              |
| | Не участвовал                                                      |
| Поул-позиция |                                                                    |
| Быстрый круг |                                                                    |

| Год  | Двигатель              | Шины | Пилоты    | 1   | 2    | 3   | 4    | 5   | 6   | 7    | 8   |
| ---- | ---------------------- | ---- | --------- | --- | ---- | --- | ---- | --- | --- | ---- | --- |
| 1950 | Ferrari 125 1,5, V12 C | P    |           | ВЕЛ | МОН  | 500 | ШВА  | БЕЛ | ФРА | ИТА  |     |
| 1950 | Ferrari 125 1,5, V12 C | P    | Виллорези |     | Сход |     | Сход | 6   |     |      |     |
| 1950 | Ferrari 125 1,5, V12 C | P    | Аскари    |     | Сход |     | Сход | 5   |     |      |     |
| 1950 | Ferrari 125 1,5, V12 C | P    | Соммер    |     | 4    |     | Сход |     |     |      |     |
| 1950 | Ferrari 125 1,5, V12 C | D    | Уайтхед   |     | НС   |     |      |     | 3   | 7    |     |
| 1951 | Ferrari 125 1,5, V12 C | D    |           | ШВА | 500  | БЕЛ | ФРА  | ВЕЛ | ГЕР | ИТА  | ИСП |
| 1951 | Ferrari 125 1,5, V12 C | D    | Уайтхед   |     | Сход |     | Сход |     |     |      |     |
| 1951 | Ferrari 125 1,5, V12 C | P    | Уайтхед   |     |      |     |      |     |     | Сход |     |
| 1952 | Ferrari 166 2,0 V12 C  | D    |           | ШВА | 500  | БЕЛ | ФРА  | ВЕЛ | ГЕР | НИД  | ИТА |
| 1952 | Ferrari 166 2,0 V12 C  | D    | Уайтхед   |     |      |     |      | 10  |     |      | НКВ |